# Otilio Montaño
Otilio Edmundo Montaño Sánchez (Villa de Ayala, 1877. december 13. – Tlaltizapán, 1917. május 18.) mexikói tanár, zapatista forradalmár volt.

## Élete
Otilio Montaño 1877 decemberében született a Morelos állambeli Villa de Ayalában. Családja mezőgazdaságból élt: kukoricát termeltek, állataik (szarvasmarhák, lovak) voltak, összességében nem éltek szegénységben. Hat testvére volt, mind a hatan szintén a földből éltek, de Otilio nem vonzódott ehhez az életformához, inkább tanulni kezdett. Alapfokú ismereteit a cuautlai Guillermo Prieto iskolában szerezte, majd tanulmányai befejeztével rögtön tanítani kezdett a tepalcingói iskolában, mivel az akkor alkalmazott módszer szerint a legjobb diákokat tanáraik kiválasztották és felkészítették, hogy gyengébb képességű társaikat oktathassák.
Nem csak azokkal a tudományokkal ismerkedett meg, amelyeket tanítói munkássága során tovább kellett adnia, hanem széles enciklopédikus tudással is rendelkezett és ismerte a pozitivista filozófiát is, írásaiban hivatkozott Ciceróra, Voltaire-re, Prudhomme-ra és Tolsztojra is. Mivel az akkori Morelos közintézményeiben nem igen volt lehetőség ilyen tudás megszerzésére, valószínűsíthető, hogy Pablo Torres Burgos üzletében szerezte be ilyen témájú könyveit. Burgos eleinte csak közszükségleti cikkeket árult, később azonban megjelentek nála a történelmi, filozófiai és egyéb társadalomtudományi témájú könyvek, sőt, még a Ricardo Flores Magón-féle Regeneración című lap és a Szabadelvű Párt kiáltványa is.
Tepalcingo után Jonacatepecbe küldték dolgozni, majd visszatért szülővárosába, ahol igazgatóként ténykedett. Ezután Yautepecben telepedett le, ahol megismerte Emiliano Zapata unokatestvérét, Amador Salazart. Elkezdett közeledni a forradalmi eszmékhez, végül 1911. március 11-én yautepeci társaival csatlakozott a Porfirio Díaz kormánya elleni felkeléshez. Villa de Ayala főterén Burgos olvasta fel Francisco Ignacio Madero San Luis-tervét, a hagyomány pedig úgy tartja, hogy ezután Montaño így kiáltott fel: „Le a haciendákkal, éljenek a falvak!”.
Montaño hamarosan a forradalmár csapatok egyik helyi vezérévé vált. Morelos állam forradalmárai főként Emiliano Zapatához csatlakoztak, földosztást követeltek, és a földeket kisajátító, cukorgyárakat működtető úgynevezett „cukorbárók” ellen próbáltak fellépni. Díaz bukása után a kormányra kerülő Madero sem váltotta be a hozzá fűzött reményeket, a földosztás is elmaradt, ezért a zapatisták szembefordultak az új kormánnyal is, Maderót egyenesen a forradalmi eszmék árulójának tartották. Montaño többek között „politikai és társadalmi nullának” nevezte az elnököt, és azzal vádolta, megszegte a felkelőknek tett ígéreteit.
1911. novemberében a zapatisták kiadták saját követeléseik gyűjteményét, az Ayala-tervet. Bár a történészek nem tudnak megegyezni abban, ki volt a terv szerzője, többségük úgy véli, Zapata ötletei alapján Otilio Montaño szövegezte meg. A tervben Madero távozását és a nagybirtokosok által kisajátított, szavaik szerint „bitorolt” földek visszajuttatását követelték a parasztságnak.
A következő években a zapatisták folytatták harcukat először Madero, aztán Victoriano Huerta, végül Venustiano Carranza kormánya ellen is, mivel egyik sem teljesítette követeléseiket. Montañót tábornokká nevezték ki, és mivel magának Zapatának írásainak megszerkesztésében is jelentős szerepe volt, az egyik legbefolyásosabb zapatistává vált, sőt Zapata egyik gyermekét is ő keresztelte meg.
1917 májusában a Guerrero állambeli Buenavista de Cuéllarban a vezetésükkel elégedetlen zapatisták egy csoportja kimondta, hogy nem ismerik el a tlaltizapáni főhadiszállás irányítóinak hatalmát. A vezetők a belső lázadást elfojtották, és nyomozást indítottak, amelynek során azt derítették ki, a szervezkedés hátterében Lorenzo Vázquez és Otilio Montaño állt. Vázquezt felakasztották, Montañót haditanács elé állították, akik bizonyítva látták bűnösségét, ő azonban úgy érezte, az egész eljárás csak valakiknek a személyes, kicsinyes bosszúja. Az árulást visszautasította, sőt, magát a tanácsot vádolta az eszmék elárulásával. A tanács azonban úgy ítélkezett, állítsák falhoz és lőjék agyon. Az ítéletet 1917. május 18-án hajtották végre Tlaltizapán főterén.